# Friedhelm Halfmeier
Friedhelm Halfmeier (* 30. Juni 1914 in Bochum; † 11. Oktober 1977 in Bonn) war ein deutscher Pädagoge und Politiker (SPD).

## Leben
Halfmeier war seit 1936 als Hauptschullehrer tätig und wurde später Rektor. Am 26. Mai 1937 beantragte er die Aufnahme in die NSDAP und wurde rückwirkend zum 1. Mai desselben Jahres aufgenommen (Mitgliedsnummer 5.124.944). Von 1939 bis 1945 nahm er als Soldat am Zweiten Weltkrieg teil. Er trat 1945 in die SPD ein und wurde 1966 zum Vorsitzenden des SPD-Unterbezirks Lüdenscheid-Olpe gewählt.
Halfmeier war seit 1950 Ratsmitglied der Stadt Altena und Kreistagsabgeordneter. Dem Deutschen Bundestag gehörte er von 1969 bis 1976 an. Im Parlament vertrat er den Wahlkreis Lüdenscheid. Von 1969 bis 1970 amtierte er als Bürgermeister der Stadt Altena.